# Chã de Coqueiro
Chã de Coqueiro es una localidad caboverdiana del municipio de São Domingos.

## Geografía
La localidad está situada en la isla de Santiago.

## Organización territorial
La localidad abarca los lugares y barrios de:
- Chã de Coqueiro
- Cutelo de Jatar
- Cutelo Tavares
- Garçote
- Limeira
- Tamarinha